# Clima Ucrainei
Clima Ucrainei este temperat-continentală, cu ierni geroase și cu veri calde și secetoase. Temperatura medie multianuală la Kiev este de -6 °C în ianuarie și +19 °C în iulie. Cantitatea medie multianuală de precipitații este de 600 mm,având 400 mm/an în Crimeea și 1200 mm/an în vestul Ucrainei. 
În Crimeea clima este submediteraneană.
Cele mai importante resurse sunt cele de cărbuni, minereu de fier și sare.
Transporturile sunt bine dezvoltate ,iar turismul aduce venituri importante 